# أوكيكو

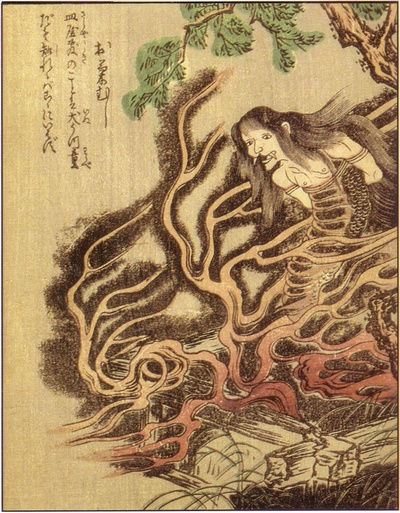
أوكيكو موشي من إيهون هياكو مونوغاتاري.

بانتشو ساراياشيكي (باليابانية: 番町皿屋敷) وتعني المنزل الصحن في بانتشو أو تعرف بشكل واسع باسم أوكيكو هي قصة أشباح يابانية تتكلم عن قصة حب تم فصله بسبب الطبقية الاجتماعية، وخزل الثقة التي تؤدي إلى القدر الكئيب. تعتبر هذه القصة واحدة من أهم معالم الفلكلور الياباني، وتستمر في جذب الكثير من القراء حتى يومنا هذا.